# Хроніка Альфонсо Імператора
«Хро́ніка Альфо́нсо Імпера́тора» (лат. Chronica Adefonsi Imperatoris) — латинська хроніка середини XII століття. Присвячена правлінню леонського короля Альфонсо VII, останнього імператора всієї Іспанії (1126—1157). Складена між 1147—1157 роками. Написана у панегіричному стилі. Автор — невідомий клірик, свідок подій, придворний історіограф; можливо леонець або іноземець-клюнієць.  Складається з трьох частин: двох прозових книг і незакінченої поеми «Prefatio de Almaria». В основі роботи лежить опис Реконкісти, священної війни християн з мусульманами. Також розповідається про конфлікти імператора з християнськими правителями Арагону, Наварри, Португалії. Події викладені у хронологічному порядку. Герої твору часто порівнюються з діячами Святого Письма. Світська аристократія зображена позитивно, як вірні слуги монарха. Джерелом для хроніки були розповіді очевидців, власні спостереження автора. Дані хроніки підтверджуються іншими джерелами. Оригінал втрачено. Збереглася у декількох копіях-списках XVI—XVII століть. Одне з найважливіших писемних джерел з історії Піренейського півострова часів розвиненого середньовіччя. Також — «Хро́ніка Альфо́нсо VII».

## Видання
- Chronica Adefonsi Imperatoris // Enrique Flórez, España Sagrada: Teatro geográfico-histórico de la Iglesia de España. Madrid: Real Academia de la Historia, 1747-1879. Tomo XXI. Iglesia de Porto de la Galicia antigua. pp. 320-399.
- Chronica Adefonsi Imperatoris // Ambrosio Huici. Las crónicas latinas de la Reconquista. Valencia, 1913. T. II, pp. 171-430.

## Переклади
англійською
- Lipskey G.E. The Chronicle of Alfonso the Emperor: A Translation of the Chronica Adefonsi imperatoris, with study and notes [Архівовано 1 квітня 2019 у Wayback Machine.]. Ph.D. dissertation, Northwestern University, 1972.
- Barton S., Fletcher, R. The World of El Cid: Chronicles of the Spanish Reconquest, 2000. pp. 162-263.

іспанською
- Crónica del Emperador Alfonso VII. trad. Maurilio Pérez González. León, Universidad, 1997.